# シネマタウン岡南
シネマタウン岡南（シネマタウン こうなん）は岡山県岡山市南区の岡南地区にある商業施設である。

## 概要
岡山県全域に店舗展開する総合スーパーの天満屋ストアが同社の経営するハピータウン岡南店別館として2006年（平成18年）7月15日に同店の南側にオープンした。2階（映写機室などは3階）に核施設となるシネマコンプレックスのTOHOシネマズ岡南、1階は若者を対象にした衣料品店や飲食店など19の店舗と、岡山市南区役所シネマタウン岡南市民サービスコーナー（2010年10月4日開設）が入居している。
- 所在地　岡山市南区築港新町1丁目25-1
- 開業　2006年（平成18年）7月15日[3]
- 構造　鉄骨造　地上4階、塔屋1階
- 敷地面積　7,196㎡
- 延床面積　21,720㎡
- 店舗面積　8,080㎡（シネマコンプレックス　3,819㎡）
- 駐車場　立体駐車場　239台

### TOHOシネマズ岡南
当館は岡山市内初、岡山県で2番目にできた本格的なシネマコンプレックス。10のスクリーン／1,609（車椅子20席）を備え、最も大きいスクリーン2は433席、サイズが6.0×14.5mである。全スクリーンが音響設備にSRD、SRD-EX、DTSを備え、デジタルサウンド対応のTHX認定である。また、全席が新幹線のグリーン車と同じ仕様のシートになっており、ゆったりとした座席間隔になっている。
- 沿革：TOHOシネマズ岡南（2006年7月15日 - ）
- 経営・運営：東宝関西興行（2006年7月15日 - 2008年2月29日）→TOHOシネマズ（2008年3月1日 - ）

| スクリーン | 座席数             | 車椅子席 | Size(m) | Size(m) | 備考 |
| スクリーン | 座席数             | 車椅子席 | 縦      | 横      | 備考 |
| ---------- | ------------------ | -------- | ------- | ------- | ---- |
| 1          | 138                | 2        | 3.6     | 8.6     |      |
| 2          | 433                | 4        | 6.0     | 14.5    |      |
| 3          | 250                | 2        | 5.0     | 11.9    |      |
| 4          | 116                | 2        | 3.3     | 7.9     |      |
| 5          | 95 （以前は147席） | 2        | 4.0     | 9.6     |      |
| 6          | 205                | 2        | 4.6     | 10.9    |      |
| 7          | 85                 | 1        | 2.9     | 7.0     |      |
| 8          | 85                 | 1        | 2.9     | 7.0     |      |
| 9          | 101                | 2        | 3.5     | 8.3     |      |
| 10         | 101                | 2        | 3.5     | 8.3     |      |

## フロア構成
1F
- サイゼリヤ
- 五穀
- Zoff
- シューラルー
- ライトオン
- コムサイズム

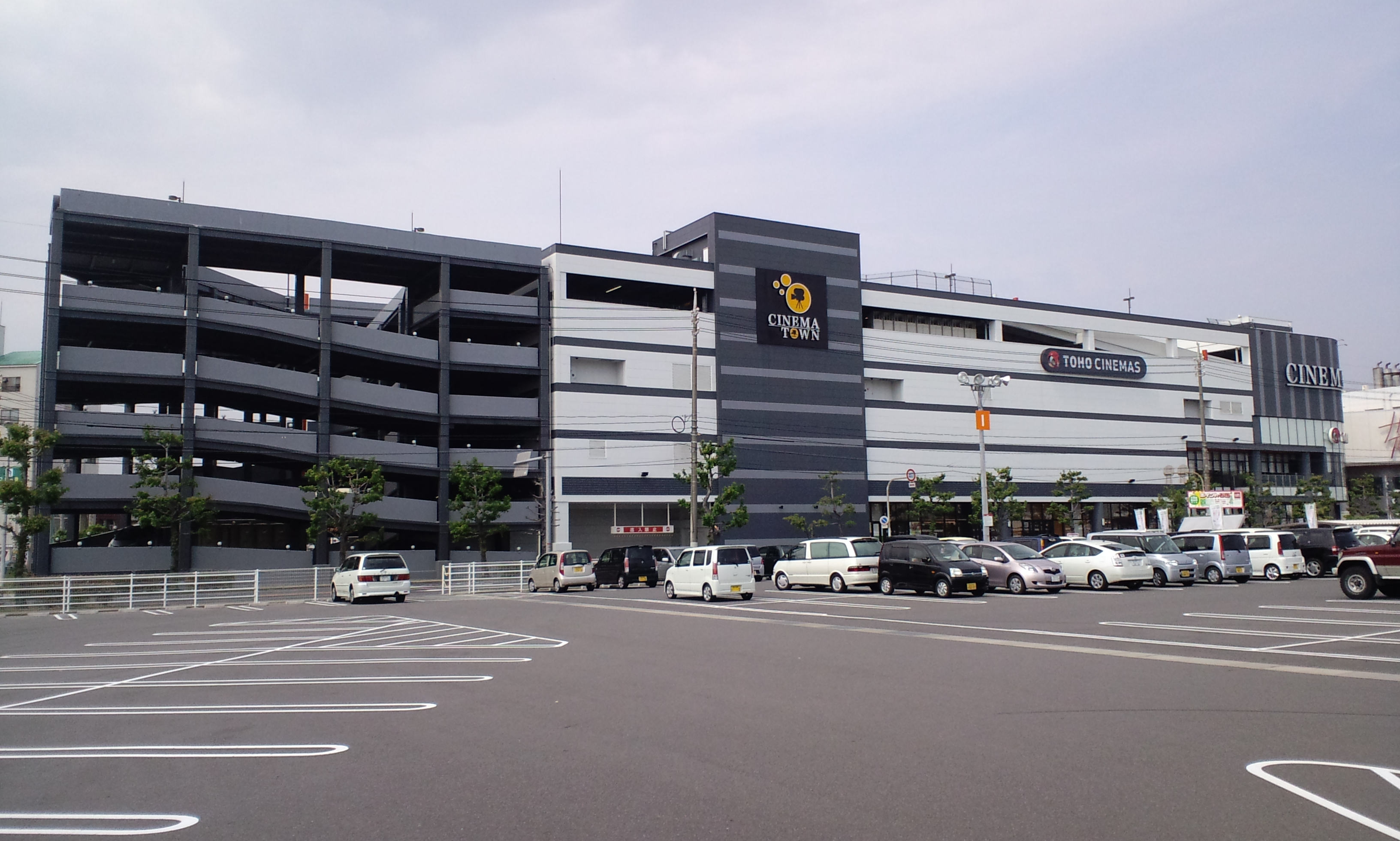
全景

- 岡山市南区役所シネマタウン岡南市民サービスコーナー

2F
- TOHOシネマズ岡南
- スターバックスコーヒー

3F
- TOHOシネマズ岡南・映写機室
- 駐車場用エスカレーター中間階

4F・R
- 駐車場

## 交通アクセス
- 自家用車は当館とハピータウンの無料駐車場1900台が利用できる。
- 両備バス「築港新町」バス停下車、徒歩2分。
- 岡電バス「築港新町」バス停下車、徒歩5分。

※両備バス「築港新町」バス停と岡電バス「築港新町」バス停は、バス停の場所が異なる。